# Plectris decolorata
Plectris decolorata är en skalbaggsart som beskrevs av Blanchard 1850. Plectris decolorata ingår i släktet Plectris och familjen Melolonthidae. Inga underarter finns listade i Catalogue of Life.